# 北近畿ビッグXネットワーク

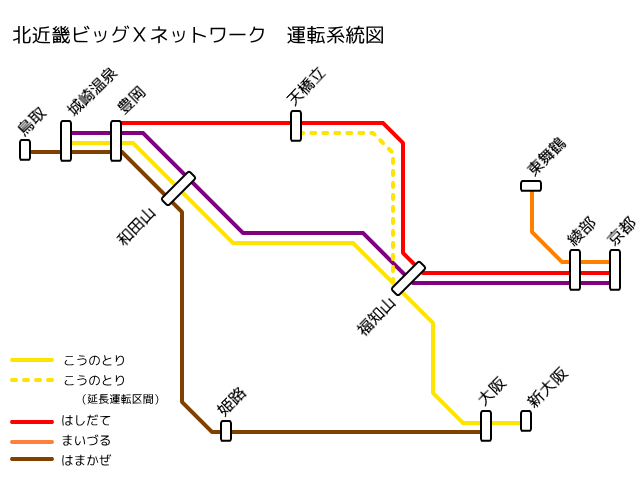
北近畿ビッグXネットワーク図（2022年3月12日現在）

北近畿ビッグXネットワーク（きたきんきビッグエックスネットワーク）は、西日本旅客鉄道（JR西日本）とWILLER TRAINS（京都丹後鉄道）による近畿地方北部の特急ネットワークの愛称である。

## 概要
1996年3月16日のダイヤ改正にあわせて、北近畿の主要都市や観光地を結ぶ特急の運行内容を輸送需要に合わせて整理した結果、大阪駅・新大阪駅と京都駅を始点、福知山駅を交点として、城崎温泉駅および天橋立駅に至る福知山線・山陰本線・京都丹後鉄道宮福線の経路が、Xの文字のように四方に伸びるように描かれている事からこの名前が付けられた。
かつて主力だった183系電車の先頭車乗務員室寄りの側面には、ネットワークの構成を表したステッカーが貼られていた他、普通車のシートカバーには「北近畿ビッグXネットワーク」のロゴが入り、背面にはチケットホルダーが付いていた。但し、ステッカーは2011年のダイヤ改正より順次剥がされ、後継の381系電車と287系電車には引き継がれなかった。
287系電車とKTR8000形気動車をのぞいて、「こうのとり」「きのさき」「はしだて」「まいづる」のヘッドマークは上記のステッカーに準じており、その列車の経由路線をラインカラーで強調したものとなっている。
Xの中心に当たる福知山駅では、特急同士の乗り継ぎを同一ホームで行える点や、福知山駅で特急を乗り継ぐ場合の特例により、各方面へのアクセス性を多種類の特急をもって効率良く確保している。

## ネットワークの構成列車
2023年3月26日時点で、ネットワークを構成している列車は次のとおり。設定されているものについては方向幕部分のカラーリングも付記。
- 大阪駅 - 城崎温泉駅方面
  - こうのとり（福知山線経由）（黄色（■））
  - はまかぜ（播但線経由）
- 京都駅 - 城崎温泉駅方面
  - きのさき（紫色（■））
- 京都駅 - 福知山駅・天橋立駅方面
  - はしだて（赤色（■））（一部は京都丹後鉄道経由で豊岡駅まで運転）
  - まいづる（橙色（■））

### 過去の構成列車
いずれも2011年3月12日のダイヤ改正により廃止された。
- 文殊・タンゴエクスプローラー … 新大阪駅 - 天橋立駅間（文殊は緑色（■）・タンゴエクスプローラーは設定なし）
- たんば … 京都駅 - 福知山駅間（青色（■））
- タンゴディスカバリー … 京都駅 - 東舞鶴駅・豊岡駅・宮津駅間

## 乗車制度の特例
特急料金や特別車両（グリーン）料金（以下、グリーン料金・グリーン券とする）は列車毎にその料金を支払うのが原則で、在来線では特急列車相互間を乗り継ぐ場合であっても、それぞれの列車毎に特急券・グリーン券が必要である。だが、本項における列車群については、以下の特例が存在する。

### 福知山駅での特急・グリーン料金乗り継ぎ通算制度

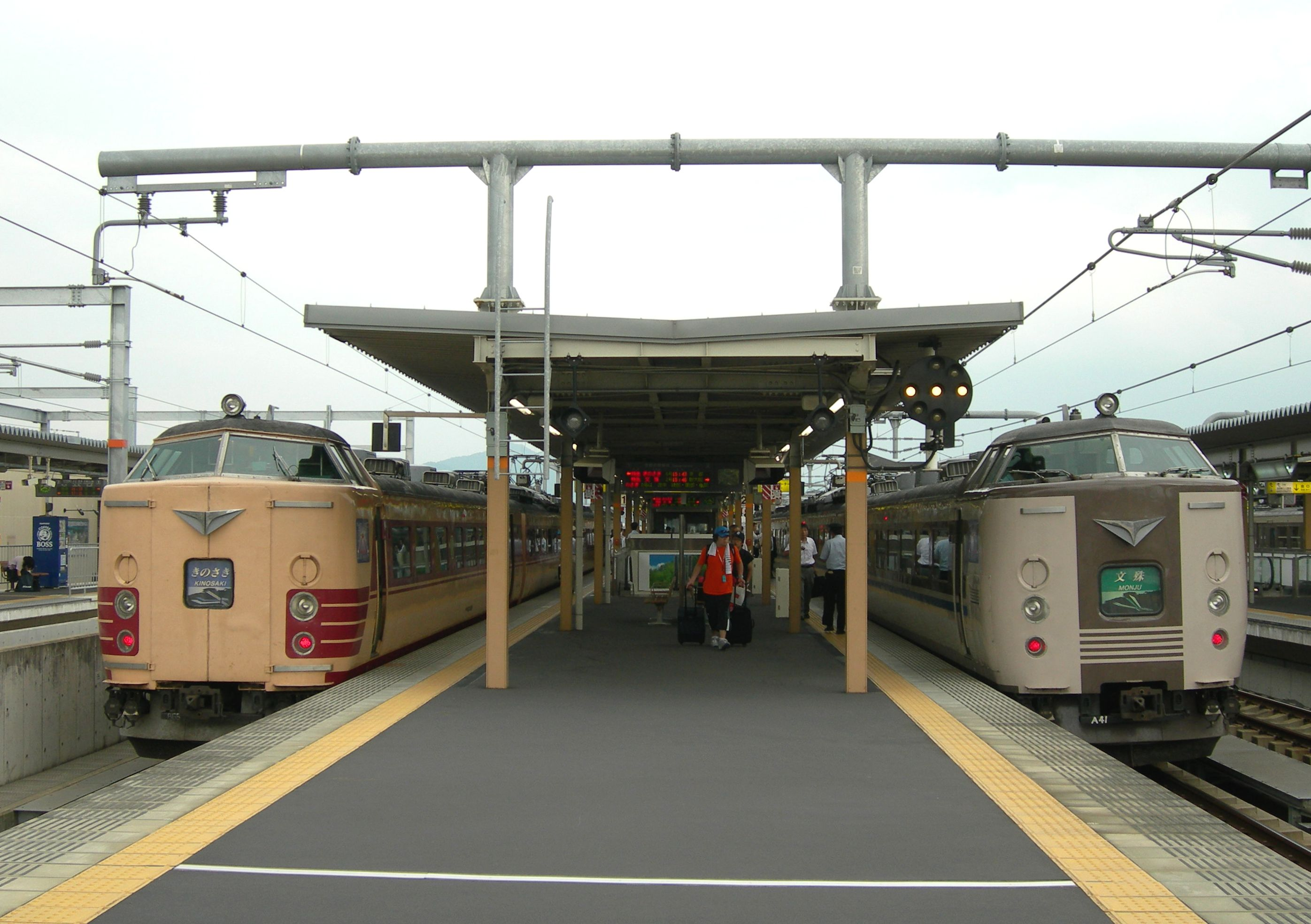
福知山駅での乗り継ぎ風景

1999年の舞鶴線電化に伴うダイヤ改正により運転系統の変更と所要時間の短縮を図った結果、直通列車が減少することになり、福知山駅での乗り換えが必要になる列車が発生した。これにより、特急料金・グリーン料金が割高になるケースが出てきたために、区間及び乗り継ぎ駅を限定して、乗り換えが必要な場合でも1列車とみなして特急料金・グリーン料金を通算して発売している。
西日本旅客鉄道会社（JR西日本）の旅客営業規則第57条第2項第8号では、特急券の発売方法について、「京都駅 - 鳥取駅間及び新大阪駅 - 鳥取駅間の特急列車の停車駅相互間を乗車する場合で、福知山駅において改札を出ないで乗り継ぎをする場合（京都駅 - 福知山駅間の特急停車駅と新大阪駅 - 福知山駅間の特急停車駅相互間を利用する場合を除く。）」は、1つの特急列車とみなして特急券を発売できる（原文から、意味を変えず一部変更）とあり、また同様に、グリーン券についても、旅客営業規則第58条第2項第8号に同趣旨の規定があることから、福知山駅で同一方向の列車同士を乗り継ぐ場合には、特急料金・グリーン料金を通算できる。
しかし、2011年3月12日のダイヤ改正により運転形態が変更になり、北近畿タンゴ鉄道の特急列車と山陰本線・福知山線の特急列車を福知山駅で乗り継ぐ場合は、一部の列車をのぞいて改札を出る必要があるが、運賃・料金はJRの運賃・料金と北近畿タンゴ鉄道の運賃・料金を加算するものの、直通列車に乗車しても料金に差は生じない。

### 列車特定区間
営業上の特例として、大阪駅・尼崎駅 - 和田山駅間を途中下車しなければ播但線経由で乗車しても福知山線経由の運賃・料金が適用される列車特定区間が適用される。
1986年に「まつかぜ」が廃止され、「はまかぜ」が唯一の大阪・神戸と但馬地方・鳥取県東部の直通列車となってからは、同間の直通旅客への配慮がこの制度の存在意義と言えたが、1994年に智頭急行線が開業して「はくと」「スーパーはくと」が運行を開始してからは、鳥取県東部への旅客に対する配慮という性格は薄れ、但馬地方への旅客に対する配慮という性格が色濃くなった。ただしこのことは、「スーパーはくと」系統の登場によりこの制度の存在理由がはっきりしなくなったということを意味しない。

## 今後の課題
1990年代に入り、舞鶴若狭自動車道（当初は舞鶴自動車道）の開通や播但連絡道路の延長が行われたほか、2000年以降においても、北近畿豊岡自動車道・京都縦貫自動車道・山陰近畿自動車道などの高規格道路や、従来からの国道などの整備が進められた。これらの道路は拠点間を最短で結んでおり、例えば福知山線の黒井 - 篠山口間が西へ大きく迂回しているのに対し、舞鶴若狭道は春日IC - 丹南篠山口ICがほぼ直線である。加えて、舞鶴・天橋立方面と京都・大阪方面の直通においてスイッチバックを要しない高速道は所要時間で鉄道を圧倒することになった。
その結果、高速バスの所要時間が大幅に短縮され鉄道の利用者は大きく減っていった。新大阪駅から天橋立駅への「文殊」や「タンゴエクスプローラー」といった直通列車は廃止され、「こうのとり」すら昼間時の一部列車は普通車のみ僅か3両での運転となるなど苦境に立たされている。鉄道側はネット割引を中心に企画乗車券を強化するなどしているが、依然として運賃の開きは大きく、3列シート車を投入し快適性も向上した高速バスに対して巻き返しの有効策が打てないままになっている。2024年4月現在、新大阪駅・大阪駅・尼崎駅 - 福知山駅・豊岡駅・城崎温泉駅間で乗車日の14日前までの購入であれば、「こうのとり」の普通車指定席の特急券が割引となる「WEB早特14」がe5489で発売されている。

## 北近畿ビッグXネットワーク優等列車沿革
- 1996年（平成8年）3月16日：園部駅 - 福知山駅間および北近畿タンゴ鉄道福知山駅 - 大江駅 - 天橋立駅間の電化が完成。それによるダイヤ改正により、次のように変更。
  1. 特急「北近畿」のすべての定期列車が新大阪駅発着になる。
  2. 急行「みやづ」が廃止され、特急「文殊」として運転を開始（下り1本、上り2本）。
  3. 特急「エーデル丹後」が廃止され、特急「タンゴディスカバリー」として運転開始。
    1. 新大阪駅 - 久美浜駅間（1往復）。新大阪駅 - 福知山駅間は「北近畿」と併結。
    2. 天橋立駅 - 豊岡駅・久美浜駅・網野駅間（下り3本・上り5本）。
    3. 綾部駅 - 天橋立駅間（下り2本・上り1本）。舞鶴線内は快速として運転。

  4. 特急「あさしお」、急行「丹後」が廃止され、京都駅 - 城崎駅間で特急「きのさき」（下り5本・上り6本）、京都駅 - 福知山駅間で特急「たんば」（下り3本・上り2本）、京都駅 - 天橋立駅間（福知山駅経由）で「はしだて」（4往復）が運転開始。
  5. 網野駅→京都駅で運転していた特急「タンゴエクスプローラー」2号の運転経路が福知山駅経由から東舞鶴駅経由に変更。
  6. 姫路駅 - 浜坂駅間の急行「但馬」2往復のうち、1往復を大阪駅 - 城崎駅（現在の城崎温泉駅）間の特急「はまかぜ」に変更。残りの1往復は廃止。
  7. 大阪駅乗り入れの臨時「但馬」81・82号も「はまかぜ」81・82号として特急に変更。
- 1997年（平成9年）
  - 3月8日：「タンゴディスカバリー」の宮津線内の列車を下り4本・上り3本、綾部駅発着列車を下り2本・上り3本に変更。
  - 9月1日：「北近畿」「文殊」と急行「だいせん」の停車駅に尼崎駅が追加。
- 1998年（平成10年）3月14日：「はまかぜ」の停車駅に生野駅が追加。
- 1999年（平成11年）10月2日：舞鶴線の電化が完成したことによるダイヤ改正のため、次のように変更[2]。
  1. 「エーデル鳥取」「エーデル北近畿」が廃止。
  2. 「タンゴディスカバリー」は新大阪駅発着から京都駅発着となり、次のように変更。
    1. 京都駅　- 東舞鶴駅・久美浜駅・豊岡駅間（2往復）
    2. 天橋立駅 - 久美浜駅・豊岡駅・城崎駅間（下り2本・上り3本）。一部区間は快速。

  3. 「タンゴエクスプローラー」が京都駅発着から新大阪駅発着に変更され、1・4号は新大阪駅 - 久美浜駅間、2・3号は新大阪駅 - 宮津駅間で運転されるようになる。
  4. 「文殊」の上り1本を廃止。
  5. 「きのさき」が下り3本・上り5本になる。
  6. 「たんば」は下り2本のみになる。
  7. 特急「まいづる」が京都駅 - 東舞鶴駅間で運転開始（3往復）。当時は全区間単独運転。
- 2000年（平成12年）3月11日：「はまかぜ」の停車駅に神戸駅が追加。
- 2003年（平成15年）
  - 3月15日：小浜線電化開業に伴い「まいづる」のうち1往復を、多客期に臨時列車として小浜駅まで延長運転開始。
  - 10月1日：ダイヤ改正により、次のように変更[3]。このダイヤ改正から「まいづる」の全列車が京都駅 - 綾部駅間で「たんば」「はしだて」との併結運転開始。
    1. 「たんば」が3往復増発され、下り5本・上り3本の運転になる。7・9号をのぞき京都駅 - 綾部駅間では「まいづる」と併結運転。
    2. 「はしだて」の下り2本が「まいづる」との併結運転となる。
    3. 「まいづる」が下り2本・上り1本増発される。
- 2004年（平成16年）
  - 3月13日：「たんば」7号が「まいづる」と併結運転開始。「まいづる」が1往復増発。
  - 10月16日：ダイヤ改正により、次のように変更[4]。
    1. 「たんば」が上り1本増発。
    2. 急行「だいせん」が廃止され、「北近畿」が新大阪駅 → 福知山駅間で1本増発。
- 2005年（平成17年）
  - 4月25日 - 6月18日：JR福知山線脱線事故により、「北近畿」「文殊」「タンゴエクスプローラー」の新大阪駅 - 福知山駅間が運休。
  - 5月3日 - 5月8日：福知山線特急の運休が続いているため「きのさき」の臨時列車が京都駅 - 城崎温泉駅間で運転（下り2本・上り1本）[5]。
  - 6月19日：福知山線特急が運転再開。「タンゴエクスプローラー」が「タンゴディスカバリー」用のKTR8000形気動車に、「タンゴディスカバリー」のうち天橋立駅発着列車が「タンゴエクスプローラー」用のKTR001形気動車に変更[6]。
- 2007年（平成19年）3月18日：ダイヤ改正により、次のように変更。
  1. KTR001形にATS-Pが搭載され、「タンゴエクスプローラー」はKTR001形に、「タンゴディスカバリー」の天橋立駅発着列車はKTR8000形に戻る。
  2. 「タンゴエクスプローラー」1・4号の運転区間が新大阪駅 - 久美浜駅間から新大阪駅 - 豊岡駅間に変更。
  3. 「はまかぜ」をのぞいて全車禁煙になる[7]。
- 2008年（平成20年）3月15日：ダイヤ改正により、次のように変更[8]。
  1. 「タンゴディスカバリー」の東舞鶴経由の列車を福知山駅経由に変更し、東舞鶴駅発着列車との増解結は綾部駅に変更。3号は東舞鶴行き・福知山行きに変更。
  2. 「タンゴディスカバリー」の宮津線内完結列車のうち、上り1本を廃止し、久美浜駅発着列車をすべて豊岡駅発着に変更（2号の延長区間は快速列車）。
- 2009年（平成21年）6月1日：「はまかぜ」が全車禁煙になる。
- 2010年（平成22年）北近畿ビッグXネットワーク図（2010年3月13日現在）

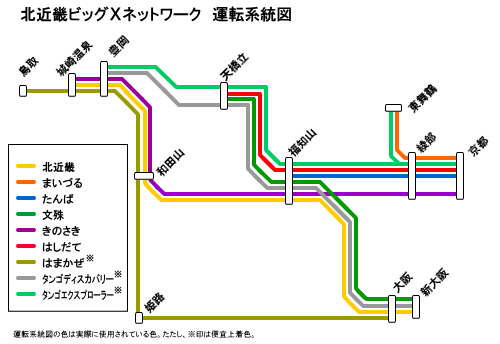
北近畿ビッグXネットワーク図（2010年3月13日現在）

  - 3月13日：「タンゴエクスプローラー」3号を福知山行きに、「タンゴディスカバリー」3号の福知山行きの編成を宮津行きに変更。
  - 11月7日：「はまかぜ」にキハ189系が投入される[9]。
- 2011年（平成23年）
  - 2月28日：車内販売の営業が終了[10]。
  - 3月12日：ダイヤ改正により、次のように変更[11]。
    1. 「文殊」「タンゴエクスプローラー」「たんば」「タンゴディスカバリー」が廃止。
    2. 「北近畿」は「こうのとり」に列車名が変更される。
    3. 「こうのとり」「きのさき」「はしだて」「まいづる」に新型車両287系が、「こうのとり」に381系が投入される。
    4. 「きのさき」は「たんば」（下り5本、上り4本）を統合し、京都駅 - 城崎温泉駅間で下り2本・上り3本、京都駅 - 豊岡駅間で下り2本・上り1本、京都駅 - 福知山駅間で下り4本・上り6本になる。
    5. 「はしだて」は京都駅 - 宮津駅間下り1本、京都駅 - 天橋立駅間3往復、京都駅 - 豊岡駅間下り1本・上り2本、計5往復になる。

  - 4月2日 - 4月7日：東日本大震災の影響で車両保守部品が不足したことにより、183系で運転されていた「こうのとり」「はしだて」「きのさき」の全列車が4両編成で運転[12][13]。
  - 6月1日：「こうのとり」の4往復で運用されていた381系が、287系に置き換えられる[14]。
- 2013年（平成25年）
  - 3月16日：ダイヤ改正により、183系での運転を終了（以降の充当車両は電車が287系と381系、気動車がキハ189系と北近畿タンゴ鉄道8000形の計4種）[15]。
- 2015年（平成27年）
  - 4月28日：北陸新幹線金沢延伸開業に伴い、北陸特急「しらさぎ」の運用から外れた683系2000番台を、直流化して形式変更された289系の投入が発表された[16]。
  - 5月27日：4両編成による289系の試運転がJR京都線内で行われた[17]。
  - 10月31日：「こうのとり」「きのさき」「はしだて」に289系が投入される。これに伴い、381系での運転を終了し、電車特急すべてがJR西日本発足後の車両に統一された[18]。
- 2016年（平成28年）3月26日：ダイヤ改正により、下記の通り変更。
  1. 「こうのとり」14往復のうち、12往復が289系での運転に充てられる（残る2往復が287系での運転）。
  2. 京都駅発着の特急が電車では287系、気動車ではKTR8000系の2種になる。
- 2018年（平成30年）3月17日：ダイヤ改正により、下記の通り変更。
  1. 「きのさき」「はしだて」各1往復に289系が再投入される。
  2. 「こうのとり」の289系の運用が12往復から9往復に減少、287系の運用が2往復から5往復に増加する。
- 2019年（平成31年）3月16日：ダイヤ改正により、下記の通り変更。
  1. 「きのさき」の289系の運用が1往復から2往復に増加、287系の運用が9往復から8往復に減少する。
  2. 「こうのとり」の289系の運用が9往復から8往復に減少、287系の運用が5往復から6往復に増加する。
- 2021年（令和3年）3月13日：ダイヤ改正に伴い、特急はまかぜは全車指定席に変更する。
- 2022年（令和4年）3月12日：ダイヤ改正に伴い、特急こうのとり、きのさき、はしだて、まいづるは全車指定席に変更する。これに伴い、全ての北近畿ビッグXネットワークの特急は全車指定席となる。